# Mini 6
Le Mini 6 est l'un des mini-ordinateurs commercialisés par la Compagnie internationale pour l'informatique (CII), qui permettait de fonctionner en relation avec un grand système et fut souvent commercialisé dans des applications de teleprocessing. Il était combiné avec le Mitra 15 pour relayer les informations au niveau régional chez EDF, avant de connaitre des usages plus larges. 

## Histoire
En 1973, Honeywell Information Systems Boston souhaite relancer ses activités à Boston après la fermeture de la ligne de production Level 64, en donnant une nouvelle orientation à la politique des "grands systèmes". Le système d'exploitation est dérivé du General Comprehensive Operating System hérité de GCOS, qui est reformulé sous le nom de GCOS 6.
La Sems et CII-HB feront une promotion active du "Level 6", renommé ensuite "Mini 6", dans des versions françaises, grâce à l'expertise de la seconde dans les réseaux d'ordinateurs, d'autant plus qu'il faut rapidement un successeur au Mitra 15 et que la Sems n'a pas été incluse dans le périmètre de la fusion de 1975, entre la Honeywell et CII, et qu'elle commercialise elle aussi des mini-ordinateurs, le Mitra 15 et le Solar 16. Du coup, la convergence entre les deux lignes de produits n'est pas entière, mais l'important est qu'ils promeuvent un même concept d'informatique distribuée, avec des terminaux distants mais se complétant, grâce à la Distributed System Architecture et des "frontaux" de réseau, les Datanet.
CII-HB affronte une politique de guerre des prix d'IBM et riposte par une politique tarifaire agressive dans la commercialisation du "Mini 6", mais les capacités de l'usine CII-HB d'Angers ne permettent pas de faire face à la croissance des commandes, car elle est sous-dimensionnée. La réduction des marges rend plus difficile l'autofinancement des investissements, alors que l'actionnaire Saint Gobain avait exigé une augmentation substantielle des dividendes versés.
Le Mini 6 est rebaptisé en 1982 sous le nom de DPS-6, ce que CII-HB effectue aussi en 1983.